# Doroteo (magister militum)
Doroteo (fl. VI secolo) è stato un generale bizantino magister militum dell'esercito.
Nel 530 vinse una battaglia contro i persiani, oltre a prendere parte alla battaglia di Satala, dove difese la città mentre il suo superiore Sitta si era rifugiato con la cavalleria nelle vicinanze e attaccò i persiani nelle retrovie, mettendo in rotta 30 000 nemici con soli 15 000 uomini al suo comando. Nel 531 colse un'altra vittoria contro i Persiani e in seguito cacciò i Sabiri oltre la catena del Caucaso. Fu inviato in Nord Africa con Belisario ma morì durante il viaggio.